# Plebejus ordubadi
Plebejus ordubadi är en fjärilsart som beskrevs av Forster 1938. Plebejus ordubadi ingår i släktet Plebejus och familjen juvelvingar. Inga underarter finns listade i Catalogue of Life.